# 北九州市舊門司三井俱樂部
33°56′44.9″N 130°57′45.0″E / 33.945806°N 130.962500°E

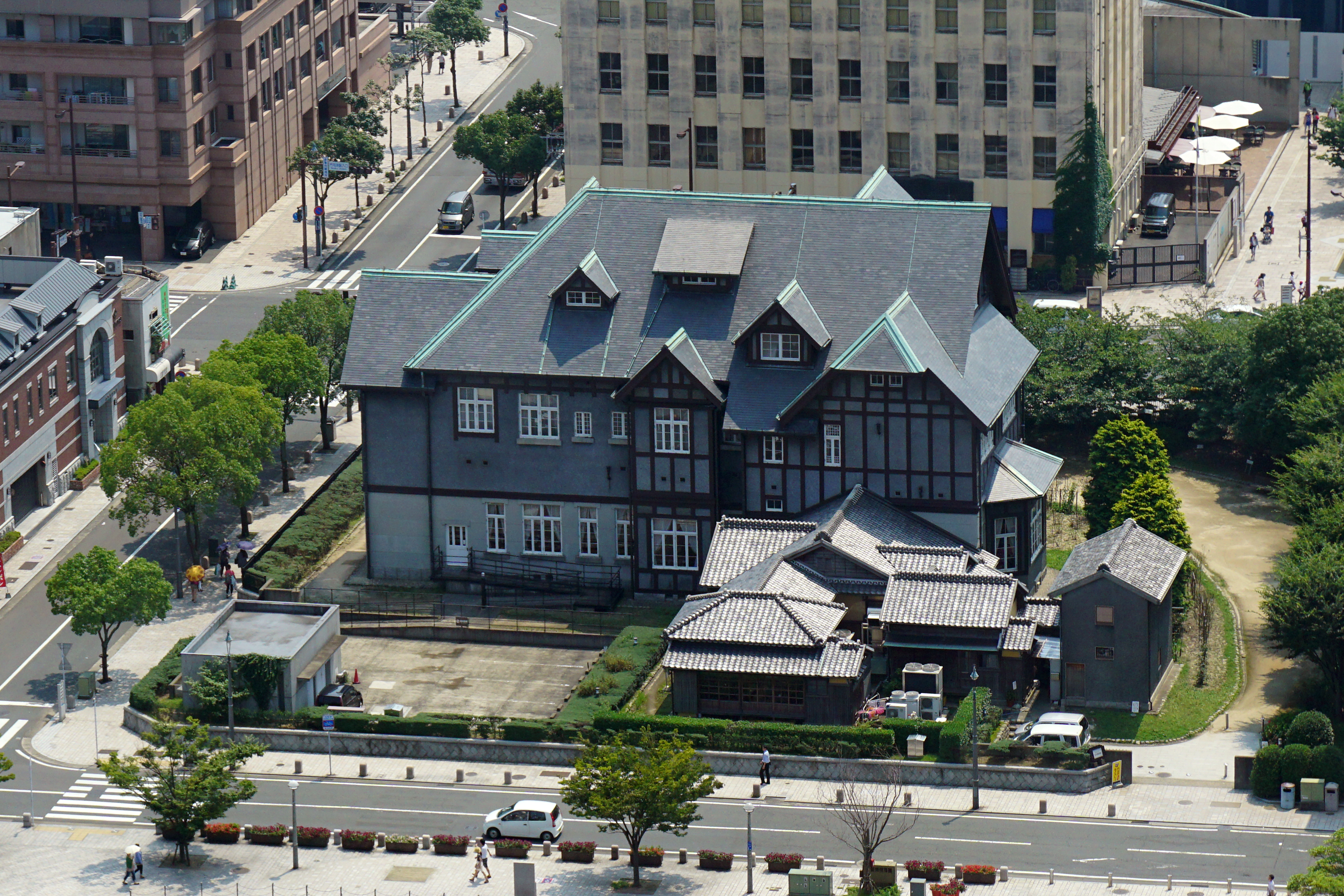
北九州市舊門司三井俱樂部

北九州市舊門司三井俱樂部是位於日本福岡縣北九州市門司區門司港地區的一棟木造二層建築，建於1921年，為觀光景點門司港懷舊其中的一棟歷史建築，現被日本政府列為重要文化財及近代化產業遺產北九州煤礦主題。
該建築在1921年完成之初，原本位於現在的門司區谷町，最初為三井物產門司支店的招待所，包括招待客人用的西式建築本館，及作為倉庫使用的日式附屬建築兩部分。
1949年轉讓給日本國有鐵道，命名為「門鐵會館」並持續作為招待所使用。1987年國鐵分割民營化後，此會館的所有權轉給日本國有鐵道清算事業團，而後再無償轉讓給北九州市市政府。
1990年3月建築本館及附屬建築被日本政府列入為重要文化財，同年7月開始進行分解拆除，1994年12月於現址完成重建。
目前建築一樓作為餐廳「三井俱樂部」使用，二樓由於1922年物理學家阿尔伯特·爱因斯坦拜訪日本期間曾在此住過一晚，當時他住過的房間現作為「愛因斯坦記憶櫥窗」展出相關資料，另二樓也有部分空間作為出生於門司的作家林芙美子的資料室。

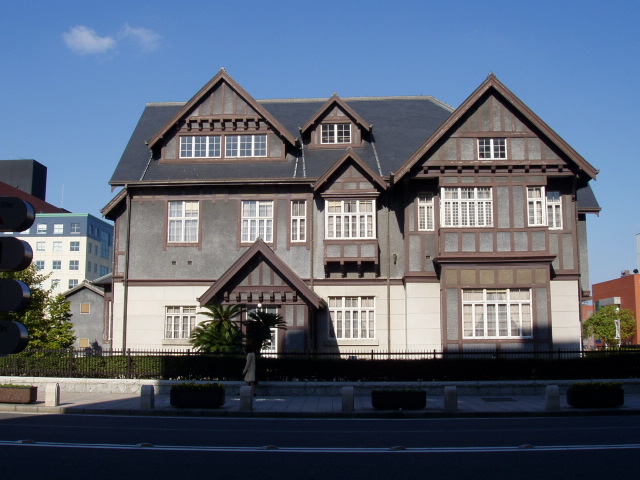
本館正面
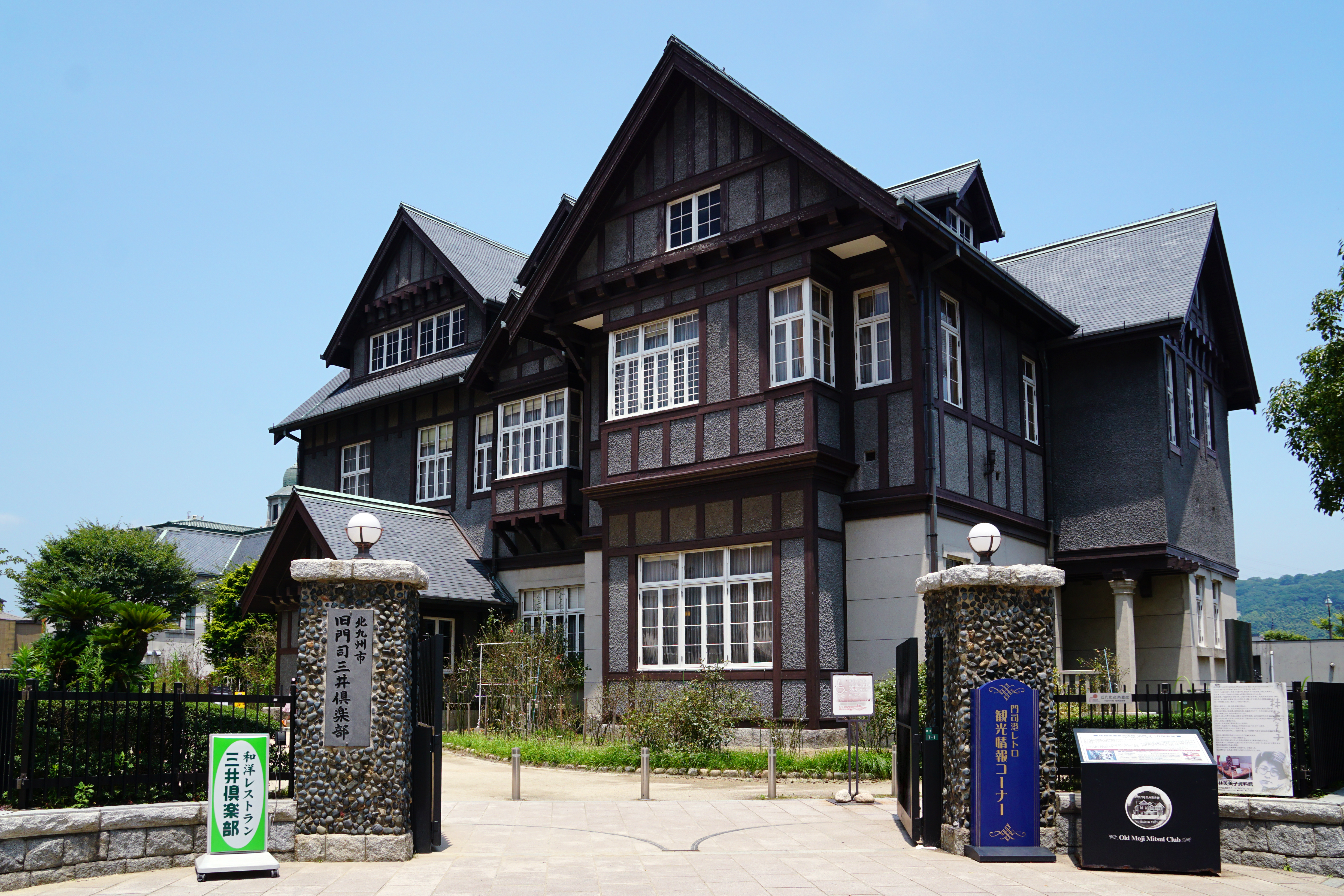
本館
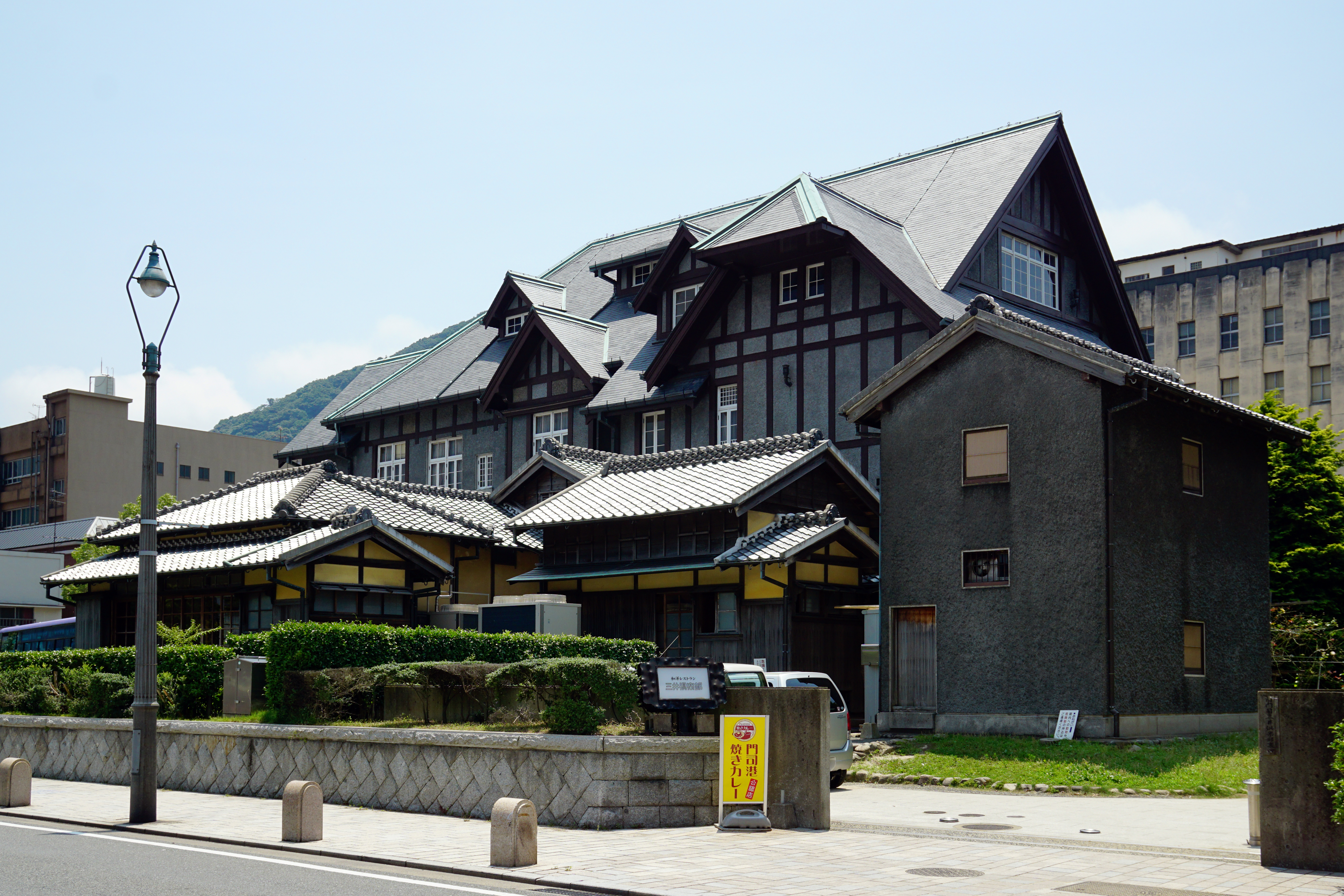
附屬建築、倉庫

## 外部連結
- （日語） 三井俱樂部 （页面存档备份，存于）